# Unterstellung (Bundeswehr)
Unterstellung ist im militärischen Bereich der Bundeswehr einerseits das persönliches Unterstellungsverhältnis zwischen dem Soldaten und seinem militärischen Vorgesetzten (persönliches Unterstellungsverhältnis) entsprechend der Vorgesetztenverordnung (VorgV) und andererseits das institutionelle Unterstellungsverhältnis zwischen nachgeordneten (unterstellten) und übergeordneten Dienststellen. Für das institutionelle Unterstellungsverhältnis gelten grundsätzlich die im Folgenden aufgeführten Regelungen des persönlichen Unterstellungsverhältnisses entsprechend.

## Truppendienstliche Unterstellung
Die truppendienstliche Unterstellung ist das grundlegende Unterstellungsverhältnis in den Streitkräften. Sie leitet sich aus ihrer Organisation ab. Sie umfasst alle Aufgaben eines Vorgesetzten bzw. übergeordneten Dienststelle, deren Erledigung der Herstellung und Erhaltung der Einsatzbereitschaft des ihm anvertrauten Personals und Materials bzw. der ihm nachgeordneten Dienststellen dient. Hierzu gehören grundsätzlich und im Wesentlichen, die persönlichen – insbesondere die disziplinaren – Angelegenheiten, die Ausbildung, die Versorgung sowie sonstige fachliche Angelegenheiten.

## Unterstellung im besonderen Aufgabenbereich
Die Unterstellung im besonderen Aufgabenbereich (auch fachliche Unterstellung genannt) ist das Verhältnis zwischen einem Soldaten und einem Vorgesetzten, dem nach seiner Dienststellung ein besonderer Aufgabenbereich zugewiesen ist (§ 3 VorgV). Sie ist dann anzuordnen, wenn die Unterstellung nicht nur vorübergehend (i. S. des § 5 VorgV) in fachlichen Angelegenheiten von der truppendienstlichen Unterstellung abweicht. Das Unterstellungsverhältnis ist nach dem Inhalt der Aufgaben zu bezeichnen (z. B. Personalführung, Versorgung, nationale territoriale Aufgaben, Pionierwesen, Fernmeldebetrieb, Verkehrsführung, Wachdienst, Truppengattung, Dienstzweig, Fachrichtung).

## Fachdienstliche Unterstellung
Die Fälle fachdienstlicher Unterstellung sind auf Ausnahmen beschränkt. Sie ist nicht zu verwechseln mit der fachlichen Unterstellung, die eine Unterstellung im besonderen Aufgabenbereich ist. Die fachdienstliche Unterstellung ist das Verhältnis zwischen einem Soldaten und einem Vorgesetzten, dem nach seiner durch entsprechende Qualifikation begründeten Dienststellung die Leitung eines Fachdienstes des Soldaten obliegt (§ 2 VorgV). Entsprechend gilt dies auch für fachdienstlich nachgeordnete und vorgesetzte Dienststellen/Einrichtungen, soweit deren Hauptaufgaben fachdienstlicher Art sind. Sie erfolgt neben und unabhängig von der truppendienstlichen Unterstellung. Die Entscheidung über die Einrichtung eines Fachdienstes liegt beim Bundesministerium der Verteidigung. Es bestehen nur die Fachdienste: Sanitätsdienst, Geoinformationsdienst der Bundeswehr und Militärmusikdienst.

## Allgemeindienstliche Unterstellung
Die allgemeindienstliche Unterstellung ist als persönliches Unterstellungsverhältnis innerhalb einer Dienststelle die Regelung des Vorgesetztenverhältnisses zwischen Soldaten und Beamten sowie Arbeitnehmern der Bundeswehr. Diese Unterstellung umfasst alle dienstlichen Obliegenheiten mit Ausnahme der personalrechtlichen – insbesondere disziplinaren – Angelegenheiten, für deren Erledigung die truppendienstlichen Vorgesetzten der Soldaten bzw. die Dienstvorgesetzten und Vorgesetzten der Beamten bzw. Arbeitnehmer zuständig sind.
Die allgemeindienstliche Unterstellung umfasst in der Regel auch die dienstliche Anordnungsbefugnis in fachlichen Angelegenheiten. Als institutionelles Unterstellungsverhältnis meint sie die Unterstellung einer militärischen Dienststelle, die im Frieden durch zivile Mitarbeiter betrieben wird, unter eine vorgesetzte militärische Dienststelle.

## Wirtschaftliche Zuständigkeit
Die wirtschaftliche Zuständigkeit bezeichnet den Auftrag einer Dienststelle, die Aufgaben auf den Gebieten der Truppenverwaltung und Truppenversorgung wahrzunehmen.

## Anweisung auf Zusammenarbeit
Auf Zusammenarbeit angewiesen (aZa) werden durch Befehl militärische Führer bzw. Dienststellen/Einrichtungen/Kommandobehörden, die in keinem Unterstellungsverhältnis zueinander stehen und in besonderer Weise zusammenarbeiten sollen. Die Zusammenarbeit verpflichtet zur gegenseitigen Unterrichtung, Beratung und Unterstützung in allen Angelegenheiten, deren gemeinsame Erledigung der militärische Dienst erfordert. In der Regel wird einer der militärischen Führer mit der Koordinierung der Zusammenarbeit beauftragt; diesen bezeichnet man als Coordinating Authority. Er hat die Befugnis, eine Beratung der einzelnen Stellen zu fordern, jedoch nicht, eine Einigung zu erzwingen. 
Einheiten aZa haben für ihre eigene Versorgung und Führungs- und Einsatzunterstützung (FüUstg/EinsUstg) Sorge zu tragen. Diese werden nicht von der beigeordneten Einheit übernommen, sofern das nicht per Befehl anders geregelt ist.
Sie entspricht einer Beiordnung oder Attachierung.